# Vanilina
La vanilina, vanillina, vainillina, metil vanilina, metil vanillina, metil vainillina o 4-hidroxi-3-metoxibenzaldehído, es un compuesto orgánico con la fórmula molecular C8H8O3.  Sus grupos funcionales incluyen el aldehído, éter y el  fenol.  Es el compuesto primario de la vaina de la vainilla.  La vainilla sintética (conocida comercialmente como esencia de vainilla) se emplea como agente saborizante en alimentos, bebidas, helados y elementos farmacéuticos. Es una de las sustancias olorosas más apreciadas para crear aromas artificiales. Es un compuesto cristalino de color blanco soluble en cloroformo y éter con fórmula química (CH3O)(OH)C6H3CHO.
La metil vainillina es un compuesto empleado en la industria de la alimentación así como la etil vanillina. La forma etil es mucho más cara pero por el contrario posee unas notas mucho más fuertes, y se difiere por la existencia de un grupo etoxi (–O–CH2CH3) en vez de un grupo metoxi (–O–CH3).
El extracto de vainilla natural es una mezcla de cientos de compuestos diferentes que van incorporados a la vainilla. La vainilla artificial es una solución de vainillina pura, generalmente de origen sintético. Debido en parte a la escasez y lo caro que resulta el empleo de vainilla natural, ha existido un largo interés en la preparación sintética de su componente predominante. La primera vez que se sintetizó comercialmente la vanillina comenzó su proceso con un compuesto natural denominado eugenol. En la actualidad la vainillina artificial está elaborada de guaiacol petroquímico, o procedente de lignina, un constituyente natural de la madera lo que le convierte en un subproducto de la industria papelera.
La vainillina artificial basada en la lignina se dice que suele tener un perfil de sabores más rico que aquellos procedentes de aceites esenciales. La diferencia es debida a la presencia de acetovanillona en la versión de lignina del producto, una impureza no encontrada en la vainillina sintetizada del guaiacol.

## Historia
La vainilla fue cultivada por las civilizaciones mesoamericanas de la época precolombina; en el instante en que se produjo la conquista por  Hernán Cortés, los aztecas lo empleaban para saborizar el chocolate. Los europeos empezaron a tener consciencia de este saborizante y del chocolate alrededor del año 1520.
La vainillina fue aislada como una sustancia pura en el año 1858 por Nicolas-Theodore Gobley, que la obtuvo evaporando la vainilla desde extractos secos y posteriormente recristalizando los sólidos resultantes de una solución con agua caliente. En el año 1874, los científicos alemanes Ferdinand Tiemann y Wilhelm Haarmann dedujeron su estructura química, al mismo tiempo que encontraron una forma de síntesis mediante el empleo de la coniferina, un glicósido del isoeugenol encontrado en los pinos. En el año 1876, Karl Reimer sintetizó la vainillina a partir del guaiacol.  Ya a finales del siglo XIX la vainillina semisintética procedente del eugenol se encontró en los aceites esenciales del clavo de olor. La vainillina sintética ya se empezó a comercializar por aquella época.
La vainillina sintética se empezó a convertir en un saborizante de importancia en la década de 1930s, cuando la producción del aceite esencial del clavo se suspendió. Pronto se empezó a generar a partir de la lignina mediante el proceso Kraft (procedente de la industria papelera). En el año 1981, una empresa de manufactura y procesado de pulpa de papel en Ontario abastecía cerca del 60% del mercado mundial de vainillina sintética.  Sin embargo, los desarrollos siguientes en el procesado de la industria de la madera hicieron que no se necesiten los residuos de lignina de la industria. Hoy en día se sintetiza en un proceso de dos etapas de la industria petroquímica mediante el empleo del guaiacol y del  ácido glioxilico.

## Ocurrencia
La vainilina es el principal elemento de sabor que se obtiene de la planta de la vainilla. Una vainilla curada puede tener cerca de un 2% de su peso en vainilina; en el caso de un brote curado, la vainilina curada se puede ver a simple vista como un polvo blanco que existe en el brote oscuro de la vainilina. Pequeñas concentraciones de aroma se pueden encontrar en diversos alimentos tales como el aceite de oliva, mantequilla, y en frutas como los frambuesas rojas y los lichis chinos.  El envejecimiento en barricas proporciona aromas de vainilina debido a la presencia de lignina en las paredes del barril que pueden proporcionar trazas de vainilina a los vinos y otros espíritus (como por ejemplo el cognac).  En algunos alimentos el tratamiento térmico puede desencadenar la vainilina procedente de otros compuestos químicos existentes en el alimento, de  esta forma la vainilina contribuye al sabor y al aroma del café, en el jarabe de arce, y algunos productos que incluyen granos de cereales enteros como la tortillas y los copos de avena.